# 美馬学
美馬 学（みま まなぶ、1986年9月19日 - ）は、茨城県北相馬郡藤代町（現：取手市）出身のプロ野球選手（投手）。右投左打。千葉ロッテマリーンズ所属。
愛称は「ミマッチ」。
妻は女優の美馬アンナ。

## 経歴

### プロ入り前
藤代町立藤代中学校（現：取手市立藤代中学校）時代は軟式野球部に所属し、第23回全国中学校軟式野球大会ベスト8の成績を残した。同県出身の同い年で中学時代は野球部だった大相撲第72代横綱・稀勢の里寛と対戦経験がある。稀勢の里は美馬の才能を目の当たりにして野球に見切りを付けたという。
茨城県立藤代高等学校進学後は1年からレギュラーとして活躍。2年春にはセンバツに出場するも、夏からはケガを繰り返し、一塁手として起用されたこともあった。高校の2年先輩には井坂亮平がおり、後の中央大学進学はその繋がりで「なんとか入れた感じでした」と後に語っている。
中大進学後は硬式野球部に所属。大学でもケガに悩まされ、2年時と4年時には肘の手術を経験した。高橋善正監督が就任した4年春には13試合中10試合の救援登板で2部優勝に貢献し、MVPを受賞した。入替戦は故障で登板できなかったがチームは1部昇格を果たした。1部は4年秋に1試合1/3回のみ登板。1年先輩に村田和哉、2年後輩には澤村拓一、遠藤一星、3年後輩に井上晴哉がいる。
東京ガスに入社後もケガのためスタートが遅れるが、都市対抗予選ではクローザーとして4試合を無失点に抑える投球で本選出場に貢献。榎田大樹は同期で、プロ入り後も自主トレを一緒に行う仲である。
2010年10月28日に行われたドラフト会議では、東北楽天ゴールデンイーグルスから2位指名を受け、契約金7000万円、年俸1200万円（金額は推定）という条件で入団した。背番号は31。
指名の直後には広州アジア大会に日本代表の一員として出場し、銅メダルを獲得した。

### 楽天時代

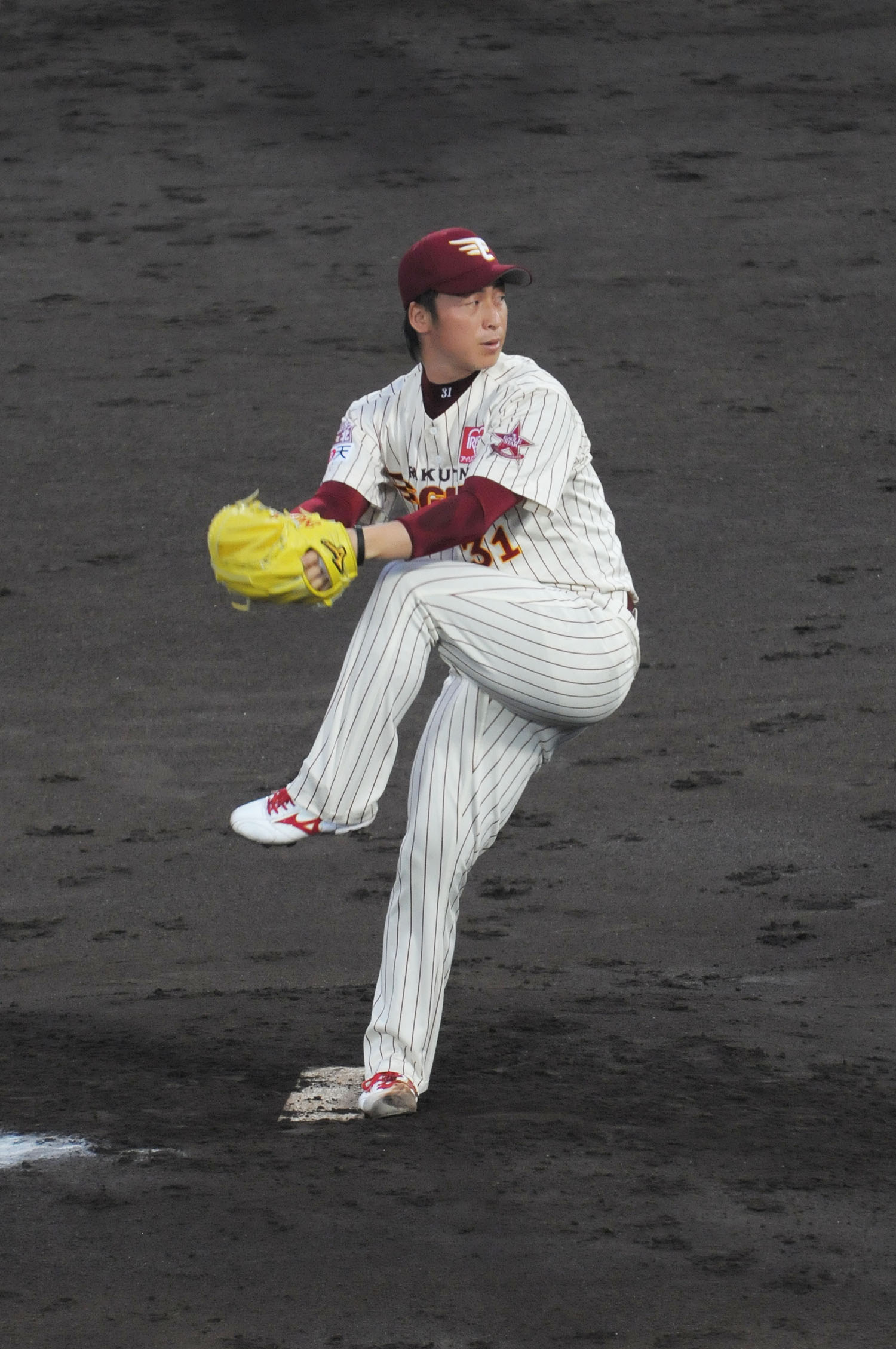
2012年8月1日、こまちスタジアムにて

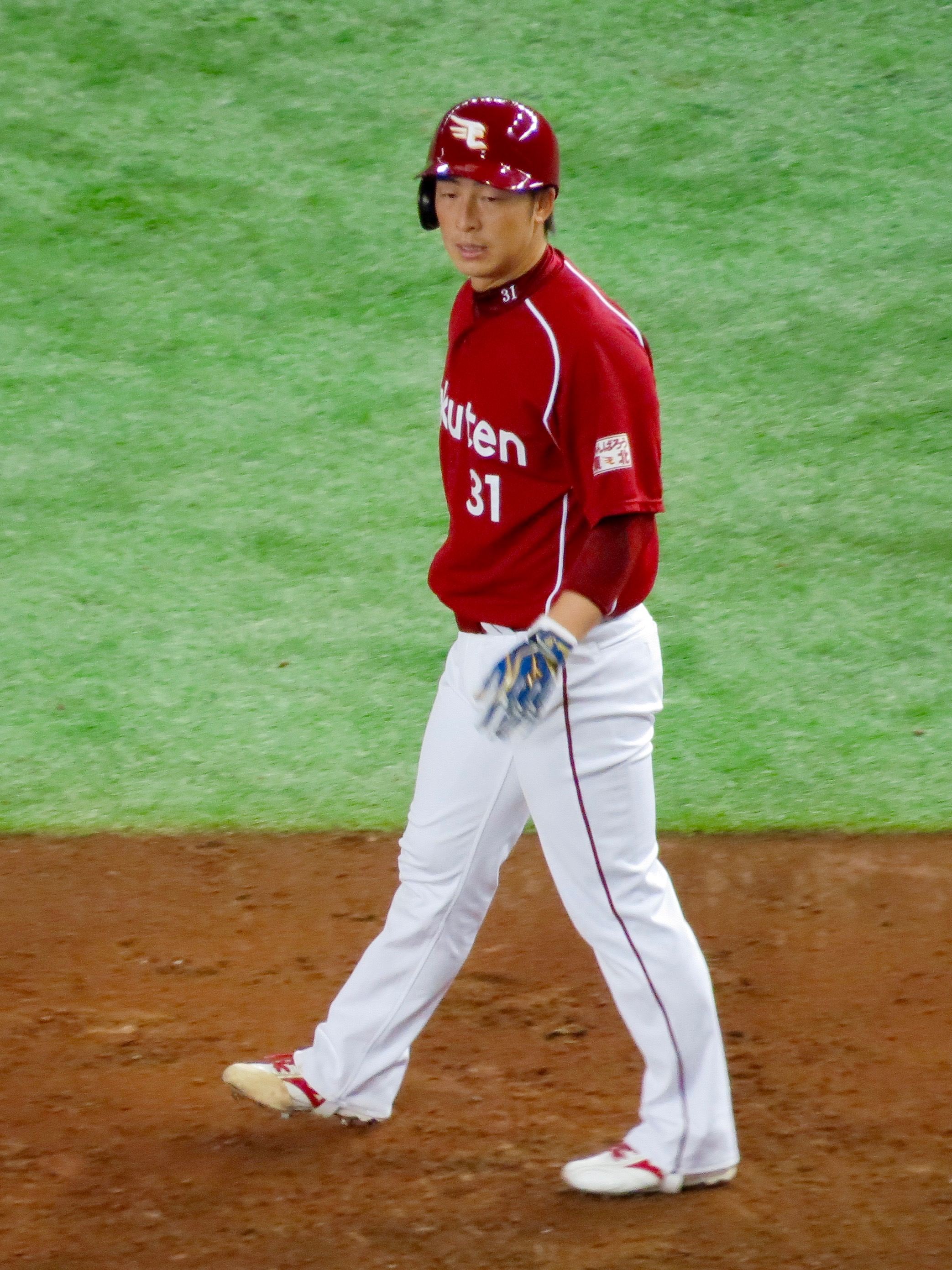
東京ドームにて（2016年）

2011年は東日本大震災の影響で開幕が4月12日に延期となったが、リリーフとして開幕一軍入り。開幕2試合目の千葉ロッテマリーンズ戦でプロ初登板を果たし、1イニングを1安打無失点に抑えた。続く同17日のオリックス・バファローズ戦では1点リードの7回表から登板して3者凡退。8回表も続投したが、3連打で同点を許した場面で降板となり、後を受けた片山博視が決勝打を許し、美馬は1回0/3を3安打1奪三振3失点という結果でプロ初黒星を喫した。ただ、4月23日の北海道日本ハムファイターズ戦では同点の9回表から登板し、1イニングを2奪三振を含む3者凡退に抑えると、直後にチームがサヨナラ勝ちを収めたことで美馬にプロ初勝利が記録された。5月17日の読売ジャイアンツ戦では1点リードの8回表、イニング跨ぎで3番手の青山浩二が続投し、先頭打者に死球を与えた場面で美馬が登板。得点を許さずに打者3人を打ち取り、プロ初ホールドを記録した。その後もブルペンの一角を担っていたが、6月29日の福岡ソフトバンクホークス戦にて、イニング跨ぎとなった9回表一死から長谷川勇也を打ち取った場面で右肘を痛めて降板。右肘の炎症と診断され、翌30日に出場選手登録を抹消されて以降は長らく実戦から離れたものの、手術はせずに保存療法で復帰を目指し、10月1日のイースタン・リーグ公式戦で実戦復帰を果たした。ただ、離脱後の一軍復帰は果たせず、ルーキーイヤーは一軍で23試合に登板し、2勝1敗5ホールド・防御率3.08という成績であった。
2012年は星野仙一監督のアドバイスもあり、手術歴のある右肘を考慮して先発へ転向した。二軍で4試合・25回2/3を投げ、1勝2敗・防御率3.16を記録すると、エースの田中将大の離脱を受け、4月26日のオリックス戦でプロ初先発。5回6安打3四球6奪三振3失点で勝敗は付かなかったが、3度目の先発登板となった5月13日のオリックス戦では7回5安打2四球6奪三振1失点と好投し、初の先発勝利を挙げた。交流戦では日程に余裕があることから、続く同20日の阪神タイガース戦は高卒ルーキーの釜田佳直がプロ初先発し、美馬は中6日でリリーフ待機。3番手として登板し、2回1/3を無失点に抑えて勝利投手となった。5月28日の東京ヤクルトスワローズ戦では先発し、9回5安打1四球6奪三振1失点の快投でプロ初完投勝利。ただ、7月4日のロッテ戦で3失点完投負けを喫して以降は打線の援護に恵まれない登板が多く、好投しながらも勝敗が付かなかったり敗戦投手となったりする試合が目立った。9月も4先発のうち、3試合で7回以上を3失点以下に抑えながらも敗戦投手となったが、シーズン終了まで先発ローテーションを守り、先発転向1年目で規定投球回に到達。この年は23試合（22先発）の登板で8勝10敗・防御率3.08を記録し、オフに1500万円増となる推定年俸3100万円で契約を更改した。
2013年は自身初の開幕ローテーション入りを果たし、開幕3試合目のソフトバンク戦でシーズン初登板初先発となり、8回無失点の好投でシーズン初勝利を挙げた。その後も先発ローテーションを回っていたが、5月3日の日本ハム戦で5回を投げ、自己ワーストの9失点を喫し、同23日の巨人戦では初回に6点を失い、自己最短の1回で降板。5月に入って調子を落とし、開幕から8先発で4勝3敗・防御率5.36、リーグワーストの8本塁打を浴びるなど振るわず、翌5月24日に出場選手登録を抹消された。右肘の痛みもあって二軍調整が続き、7月28日のロッテ戦で約2か月ぶりとなる一軍先発登板。その後は再び先発ローテーションを回ったが、10月4日の埼玉西武ライオンズ戦では3回表一死一・三塁、栗山巧に対してカウント2ボールとした場面で右肘の違和感を訴え、2回1/3で緊急降板。検査の結果、右肘関節炎と診断され、翌5日に出場選手登録を抹消され、レギュラーシーズンを終えた。この年は規定投球回には到達できず、18試合の先発登板で6勝5敗・防御率4.12という成績であった。ロッテとのCSファイナルステージ第3戦で復帰し、9回4安打2四球7奪三振無失点の快投で完封勝利。巨人との日本シリーズでは第3戦に先発し、6回裏二死から打球を右足甲に受け、5回2/3を無失点で降板したものの、勝利投手となり、検査の結果も異常はなく、3勝3敗で迎えた第7戦に先発。6回無失点で勝利投手となり、日本シリーズMVPに輝いた。ポストシーズン全体では3戦3勝、計20回2/3を無失点に抑え、球団史上初の日本一に大きく貢献。オフに900万円増となる推定年俸4000万円で契約を更改した。
2014年は開幕4試合目（本拠地開幕戦）のオリックス戦でシーズン初登板初先発となったが、4回1/3を4失点で敗戦投手。開幕から3先発で1勝2敗・防御率7.71と振るわなかったものの、4月22日の西武戦では9回1失点（自責点0）と好投した。ただ、続く同29日のロッテ戦では初回に2点を失い、なおも二死二塁の場面で打球が局部に直撃。一塁へ送球して3アウト目は取ったが、そのまま降板となり、翌30日に出場選手登録を抹消された。5月24日の中日ドラゴンズ戦で一軍復帰を果たし、6回2/3を2失点と試合を作ったものの、打線の援護がなく敗戦投手。その後も打線の援護に恵まれない登板が続いたが、6月22日の阪神戦で6回途中1失点に抑え、4月8日の日本ハム戦以来となるシーズン2勝目を挙げた。ただ、7月は打ち込まれる登板が続き、7月21日の西武戦で2回1/3を投げ、3失点で降板すると、翌22日に登録抹消。その後は故障もあり、そのまま二軍でシーズンを終え、この年は14試合の先発登板で2勝9敗・防御率4.83という成績にとどまった。オフに300万円減となる推定年俸3700万円で契約を更改した。
2015年は開幕5試合目の西武戦でシーズン初登板初先発となったが、5回5失点（自責点3）で敗戦投手。その後は好投する試合もあったが、白星に恵まれず、5月5日の日本ハム戦では味方の失策もあり、4回2/3を4失点（自責点1）で開幕4連敗を喫すると、同7日に出場選手登録を抹消された。5月20日の日本ハム戦で約2週間ぶりの一軍先発登板となり、5回0/3を1失点に抑えるも勝敗付かず。続く同27日の阪神戦でも6回無失点に抑えながら、勝敗が付かなかったものの、6月3日のヤクルト戦では5回2失点でシーズン初勝利を挙げた。その後は先発ローテーションを回っていたが、8月2日のオリックス戦では6回裏の投球練習中に右肘の違和感を訴え、緊急降板となり、翌3日に登録抹消。9月1日に右肘のクリーニング手術を受け、残りのシーズンはリハビリに費やし、投球再開は11月であった。この年は16試合の先発登板で3勝7敗・防御率3.44を記録し、オフに200万円減となる推定年俸3500万円で契約を更改した。
2016年は4年連続で開幕ローテーション入り。開幕5試合目のロッテ戦でシーズン初登板初先発となり、9回3安打無四死球2奪三振無失点の内容でシーズン初勝利をプロ初完封で飾った。その後も先発ローテーションを回り、5月11日の西武戦で開幕4連勝を記録。次の週が4試合という変則日程もあり、同26日の西武戦に中14日で先発となったが、4回2/3を4失点（自責点2）で敗戦投手となった。前半戦終了時点では14試合に先発し、6勝3敗・防御率3.69を記録していたものの、後半戦初先発となった7月22日のロッテ戦では6回14安打9失点。その後も6先発のうち、3試合で4失点以上を喫するなど調子を落とし、9月7日の西武戦ではリリーフ登板。同12日のオリックス戦に中4日で先発すると、雨天中断前までの7回1/3を2失点に抑え、自己最多の9勝目を挙げた。この年は4年ぶりに規定投球回に到達し、26試合（25先発）の登板で9勝9敗・防御率4.30を記録。オフに1500万円増となる推定年俸5000万円で契約を更改した。
2017年は春季キャンプ開始早々の2月2日に股関節周辺を痛め、股関節から連動する腰痛に悩まされ、投げ込みが不足し、本人も「あの年はオープン戦からまったく良くなくて」と振り返るほどの状態であった。当初は開幕3戦目に先発予定であったが、開幕2戦目を予定していた安樂智大が右大腿二頭筋の部分損傷で長期離脱。さらには開幕投手に指名されていた岸孝之が開幕5日前にインフルエンザに感染し、エースの則本昂大はWBC出場の影響を考慮され、開幕2カード目に回った。これらのチーム事情から、自身初の開幕投手に指名され、オリックスとの開幕戦に先発。6回3失点で勝敗は付かなかったものの、本人は「開幕戦を終えて『ちゃんと投げられるんだ』という自信を持つことができました」と話し、その後は開幕4連勝を記録。前半戦終了時点で15試合に先発登板し、7勝2敗・防御率2.46を記録すると、監督推薦でオールスターに初選出され、球宴第2戦に3番手として登板した。本人が「前半はよかったけど、中盤から調子を崩した」と話したように、8月に2度の登録抹消を経験したものの、9月19日の日本ハム戦で無四死球完封勝利を挙げ、自身初の2桁勝利を達成した。この年は26試合の先発登板で11勝8敗・防御率3.26と好成績を収め、チームのCS進出に貢献。CSでは、西武とのファーストステージ第3戦に先発して4回2/3を1失点。ソフトバンクとのファイナルステージ第5戦にも先発し、3回0/3を5失点であった。オフに3000万円増となる推定年俸8000万円で契約を更改し、背番号が15へ変更となることも併せて発表された。
2018年は6年連続で開幕ローテーション入りし、開幕2試合目のロッテ戦でシーズン初登板初先発となったが、2回0/3を5失点で敗戦投手。開幕から4先発で0勝3敗・防御率6.75と振るわず、4月24日に出場選手登録を抹消された。5月16日のソフトバンク戦で25日ぶりとなる一軍先発登板となったが、4回1/3を6失点で敗戦投手。その後は好投しながらも白星に恵まれない登板が続き、6月10日の広島東洋カープ戦でも7回3失点に抑えながら敗戦投手となり、開幕6連敗を喫した。続く同17日の阪神戦で7回無失点と好投し、シーズン初勝利。その後も先発ローテーションを回っていたが、7月18日に右肘の張りで出場選手登録を抹消され、右肘回内屈筋付着部炎と診断された。中15日で8月2日のオリックス戦に先発し、5回2失点に抑えたものの、試合後には「試合でまた違った張りもあったことはあった」と話し、翌3日に登録抹消。8月16日には右肘後方インピンジメントに対する鏡視下クリーニング手術を受け、残りのシーズンはリハビリに費やし、ブルペン投球再開は11月であった。この年は14試合の先発登板で2勝6敗・防御率4.56という成績にとどまり、オフに1500万円減となる推定年俸6500万円で契約を更改した。
2019年も開幕ローテーション入りし、開幕2試合目のロッテ戦でシーズン初登板初先発。その後も先発ローテーションを守り、前半戦終了時点で14試合に先発登板し、5勝3敗・防御率4.06を記録すると、監督推薦で自身2年ぶり2度目となるオールスターに選出され、球宴第2戦に3番手として登板した。球宴を挟む兼ね合いで前半戦最終登板翌日に出場選手登録を抹消されていたが、球宴から中5日で7月19日のソフトバンク戦に先発すると、8回まで完全投球。9回表の先頭打者明石健志に四球を与えると、続く代打栗原陵矢には左安打を許し、完全試合およびノーヒットノーランの達成を逃したものの、1失点完投勝利を挙げた。この年はエースの則本昂大が右肘のクリーニング手術で出遅れ、開幕投手を務めた岸孝之は故障と扁桃炎で2度の離脱があった中、美馬はチームで唯一開幕から先発ローテーションを守り、自身2年ぶりとなる規定投球回に到達。25試合の先発登板で8勝5敗・防御率4.01を記録した。ポストシーズンでは、ソフトバンクとのCSファーストステージ第2戦に先発したが、4回5失点で降板した。オフの10月27日、レギュラーシーズン中に取得していた国内FA権の行使を表明した。

### ロッテ時代
2019年11月25日、千葉ロッテマリーンズが獲得を発表した。3年契約であり、背番号は楽天時代と同じ15に決まった。
2020年は自身3年ぶりの開幕投手が内定していたが、新型コロナウイルス感染拡大の影響で120試合制の短縮シーズンとなり、開幕も6月19日に延期。左脇腹痛を発症していたこともあり、最終的に開幕投手は2年連続で石川歩が務めることとなった。美馬は開幕3試合目のソフトバンク戦で移籍後初登板初先発となり、5回1失点で移籍後初勝利を挙げた。7月は4先発で1勝2敗・防御率7.15と苦しみ、シーズン防御率も一時は5.71まで悪化したが、8月11日の日本ハム戦で勝利投手となって以降は好投を続け、10月1日の西武戦では4安打無四球1失点で移籍後初の完投勝利を挙げ、自身7連勝を記録。この年は夏場にチームの投手運用で10日間の登録抹消があったものの、開幕から先発ローテーションを守り、2年連続で規定投球回に到達。19試合の先発登板で10勝4敗・防御率3.95を記録し、チーム4年ぶりのAクラス入りおよび13年ぶりの2位躍進に大きく貢献した。ポストシーズンでは、ソフトバンクとのクライマックスシリーズ第1戦に先発。3-1で迎えた6回裏に一死二・三塁のピンチを招いて降板し、その後は守備のミスもあってチームは2点を失い、美馬は5回1/3を3失点（自責点2）で勝敗は付かなかった。オフに5500万円増となる推定年俸1億2000万円で契約を更改した。
2021年は開幕2試合目のソフトバンク戦でシーズン初登板初先発となり、6回1失点と好投したものの、勝敗は付かなかった。その後も力投しながら打線の援護に恵まれないことが多く、勝敗が付かなかったり敗戦投手となったりする登板が目立ったが、5月終了時点では9先発で3勝2敗・防御率3.45を記録。ただ、6月5日の横浜DeNAベイスターズ戦では5回13安打11失点、続く同12日の巨人戦でも2回10安打10失点と2試合連続で2桁失点を喫し、翌13日に出場選手登録を抹消された。東京五輪による中断期間を経て、後半戦2試合目となる8月14日のオリックス戦で約2か月ぶりの一軍先発登板となり、降雨の悪条件の中で5回2失点に抑えて勝利投手。その後はレギュラーシーズン終了まで先発ローテーションを回ったが、優勝を争うオリックスとの直接対決となった9月29日の登板では4回1/3を9安打3失点。残り4試合でマジック3という状況で迎えた10月25日のソフトバンク戦では1回2/3を投げて6安打7失点（自責点0）とチームの命運がかかった試合で打ち込まれた。期待された先発の柱としての役割を果たせず、チームはリーグ優勝を逃し、この年は21試合の先発登板で規定投球回には到達できず、6勝7敗・防御率4.92という成績であった。ポストシーズンでは、オリックスとのCSファイナルステージ第2戦に先発し、6回二死まで4安打無失点と好投していたが、吉田正尚が放った強烈なライナーが右膝上に直撃して負傷降板。緊急登板した東妻勇輔が杉本裕太郎に決勝の2点本塁打を打たれ、美馬が敗戦投手となった。オフに現状維持となる推定年俸1億2000万円で契約を更改した。
2022年は開幕5試合目のソフトバンク戦でシーズン初登板初先発となったが、5回2失点で敗戦投手。週5試合が続く変則日程もあり、次の先発登板は4月20日の西武戦となった。その後は先発ローテーションを回り、好投を続けたが、計24回1/3を投げて援護点はわずかに1。打線の援護がなく、開幕から4戦4敗を喫した。ただ、5月12日の楽天戦でシーズン初勝利を挙げると、自身4連勝を記録。前半戦終了時点では13試合に先発登板し、5勝6敗・防御率4.15という成績であった。前半戦最終登板翌日に出場選手登録を抹消されていたが、7月22日に無症状ながら新型コロナウイルス陽性判定を受けた。8月16日のオリックス戦で一軍復帰登板となり、4-0で迎えた7回裏に一死一・三塁のピンチを招いたが、ここで雨脚が強まり、そのまま降雨コールドとなったことで自身5年ぶりの完封勝利を記録。その後は離脱前を含めて自身6連勝でレギュラーシーズンを終えた。後半戦は7先発で5勝0敗・防御率0.82とエース級の働きを見せ、シーズン全体では20試合の先発登板で規定投球回には到達できなかったものの、10勝6敗・防御率2.91を記録。オフに球団と新たに2年契約を締結し、来季は2000万円増となる推定年俸1億4000万円でサインした。
2023年も開幕ローテーション入りし、開幕3試合目のソフトバンク戦でシーズン初登板初先発となったが、4回4失点で敗戦投手。中8日で先発した4月11日の西武戦でも4回1/3を投げ、3失点で敗戦投手となり、翌12日に出場選手登録を抹消された。1試合の二軍戦登板を経て、4月25日の西武戦に先発したが、4回3失点で敗戦投手となり、試合後に吉井理人監督は「今度は期間を設けずにやり直してもらおうと思っています。抹消します」と無期限の二軍再調整が決定。6月6日のヤクルト戦で42日ぶりの一軍先発登板となったが、6回1/3を4失点で開幕4戦4敗を喫した。シーズン7度目の先発登板となった7月8日の日本ハム戦で7回2失点と好投し、シーズン初勝利を挙げた。その後はシーズン終了まで先発ローテーションを回り、9,10月は5先発で防御率3.18と復調を見せたが、シーズン全体では18試合の先発登板で3勝9敗・防御率4.76と不本意な成績に終わった。ポストシーズンでは、オリックスとのCSファイナルステージ第1戦に先発。3点リードの4回裏に同点を許し、4回3失点で降板した。オフに現状維持となる推定年俸1億4000万円で契約を更改した。
2024年も開幕ローテーション入りし、開幕6試合目のソフトバンク戦でシーズン初登板初先発となったが、初回に6点を失うなど、4回7安打2四球7失点（自責点6）の乱調で敗戦投手となり、翌4月5日に登録抹消。5月30日の阪神戦で約2か月ぶりの一軍先発登板となるも、3-1で迎えた6回表に前川右京に同点2ランホームランを被弾し、6回途中3失点で降板した。続く6月7日の広島戦では、3回までに内野陣が4失策ながらも無失点と粘っていたが、4回裏は二死一・三塁から野間峻祥に先制2点適時三塁打を打たれ、この回限りで降板。チームは大瀬良大地にノーヒットノーランを許し、美馬は4回2失点で敗戦投手となった。翌8日の登録抹消以降は二軍で3試合に登板したが、6月29日の登板最後に公式戦登板から離れ、7月28日の二軍戦で約1か月ぶりに登板。3回55球で降板し、その後は5回60球→4回70球と球数を増やしていったが、8月12日の登板を最後に、右膝の靭帯を痛めて再び公式戦登板から離れ、そのままシーズンを終えた。この年は一軍で3試合の先発登板にとどまり、0勝2敗・防御率7.43。プロ入り後初めて一軍未勝利に終わり、オフの契約更改では、減額制限（1億円以上は40%）を大幅に超える1億円減（71%減）の推定年俸4000万円でサインした。

## 選手としての特徴
| 球種           | 配分 % | 平均球速 km/h |
| -------------- | ------ | ------------- |
| フォーシーム   | 30     | 143.6         |
| スライダー     | 26     | 135           |
| フォーク       | 18     | 134           |
| カーブ         | 12     | 124           |
| ツーシーム     | 11     | 141           |
| チェンジアップ | 3      | 132           |

身長169cmと小柄なスリークォーター右腕。高校時代は最速が130km/h台であったが、大学進学後にウエイトトレーニングに励み、15kg以上の増量に成功して140km/h後半を連発する本格派へと変貌を遂げた。社会人時代は最速153km/hのストレートとスライダーの2球種のみでクローザーとして注目を集めた。
プロ入り後に多彩な変化球を身に付け、プロ2年目からは先発へ転向。スライダーを中心にフォーク、ツーシーム、カーブ、チェンジアップと多彩な球種を操り、変化球と投球術が光る技巧派に変身した。先発転向後の最速は151km/hを計測している。

## 人物
2014年1月12日に女優のサントス・アンナと結婚した
2017年オフに背番号を31から15に変更したが、15番は闘病している母親の誕生日である1月5日に由来し、美馬からの母親へ最後の恩返しであると妻・アンナのInstagramで公開された。なお、母親は同年12月8日に死去した。
2019年10月に第1子となる男児が誕生。先天性四肢欠損症で右手が無いことを公表している。2023年8月には第2子となる女児が誕生している。
2019年オフに楽天からロッテにFA移籍した際、同時期に鈴木大地もロッテから楽天にFA移籍をしていたこともあり、実質的な「交換トレード」のような形となった事で話題となった。

## 詳細情報

### 年度別投手成績
| 年 度      | 球 団      | 登 板 | 先 発 | 完 投 | 完 封 | 無 四 球 | 勝 利 | 敗 戦 | セ 丨 ブ | ホ 丨 ル ド | 勝 率 | 打 者 | 投 球 回 | 被 安 打 | 被 本 塁 打 | 与 四 球 | 敬 遠 | 与 死 球 | 奪 三 振 | 暴 投 | ボ 丨 ク | 失 点 | 自 責 点 | 防 御 率 | W H I P |
| ---------- | ---------- | ----- | ----- | ----- | ----- | -------- | ----- | ----- | -------- | ----------- | ----- | ----- | -------- | -------- | ----------- | -------- | ----- | -------- | -------- | ----- | -------- | ----- | -------- | -------- | ------- |
| 2011       | 楽天       | 23    | 0     | 0     | 0     | 0        | 2     | 1     | 0        | 5           | .667  | 102   | 26.1     | 19       | 1           | 4        | 0     | 1        | 13       | 2     | 0        | 9     | 9        | 3.08     | 0.87    |
| 2012       | 楽天       | 23    | 22    | 2     | 0     | 0        | 8     | 10    | 0        | 0           | .444  | 633   | 154.2    | 142      | 12          | 36       | 0     | 5        | 108      | 5     | 0        | 55    | 53       | 3.08     | 1.15    |
| 2013       | 楽天       | 18    | 18    | 0     | 0     | 0        | 6     | 5     | 0        | 0           | .545  | 430   | 98.1     | 118      | 11          | 31       | 0     | 8        | 63       | 7     | 0        | 46    | 45       | 4.12     | 1.52    |
| 2014       | 楽天       | 14    | 14    | 0     | 0     | 0        | 2     | 9     | 0        | 0           | .182  | 327   | 72.2     | 84       | 4           | 25       | 1     | 7        | 51       | 0     | 0        | 41    | 39       | 4.83     | 1.50    |
| 2015       | 楽天       | 16    | 16    | 0     | 0     | 0        | 3     | 7     | 0        | 0           | .300  | 380   | 86.1     | 102      | 9           | 21       | 1     | 1        | 62       | 5     | 0        | 45    | 33       | 3.44     | 1.42    |
| 2016       | 楽天       | 26    | 25    | 1     | 1     | 1        | 9     | 9     | 0        | 0           | .500  | 678   | 155.0    | 181      | 14          | 32       | 0     | 8        | 116      | 5     | 1        | 80    | 74       | 4.30     | 1.37    |
| 2017       | 楽天       | 26    | 26    | 3     | 1     | 1        | 11    | 8     | 0        | 0           | .579  | 684   | 171.1    | 155      | 18          | 33       | 1     | 4        | 134      | 4     | 1        | 66    | 62       | 3.26     | 1.10    |
| 2018       | 楽天       | 14    | 14    | 0     | 0     | 0        | 2     | 6     | 0        | 0           | .250  | 340   | 79.0     | 88       | 12          | 23       | 2     | 3        | 41       | 1     | 0        | 42    | 40       | 4.56     | 1.41    |
| 2019       | 楽天       | 25    | 25    | 2     | 0     | 1        | 8     | 5     | 0        | 0           | .615  | 600   | 143.2    | 146      | 19          | 24       | 0     | 4        | 112      | 3     | 0        | 69    | 64       | 4.01     | 1.18    |
| 2020       | ロッテ     | 19    | 19    | 1     | 0     | 1        | 10    | 4     | 0        | 0           | .714  | 517   | 123.0    | 130      | 9           | 25       | 0     | 0        | 88       | 3     | 0        | 62    | 54       | 3.95     | 1.26    |
| 2021       | ロッテ     | 21    | 21    | 0     | 0     | 0        | 6     | 7     | 0        | 0           | .462  | 506   | 115.1    | 139      | 15          | 32       | 1     | 4        | 92       | 4     | 0        | 72    | 63       | 4.92     | 1.48    |
| 2022       | ロッテ     | 20    | 20    | 1     | 1     | 1        | 10    | 6     | 0        | 0           | .625  | 481   | 117.2    | 107      | 9           | 29       | 2     | 3        | 86       | 6     | 0        | 40    | 38       | 2.91     | 1.16    |
| 2023       | ロッテ     | 18    | 18    | 0     | 0     | 0        | 3     | 9     | 0        | 0           | .250  | 429   | 98.1     | 106      | 13          | 32       | 1     | 3        | 67       | 1     | 0        | 55    | 52       | 4.76     | 1.40    |
| 2024       | ロッテ     | 3     | 3     | 0     | 0     | 0        | 0     | 2     | 0        | 0           | .000  | 69    | 13.1     | 17       | 2           | 9        | 1     | 0        | 8        | 0     | 0        | 12    | 11       | 7.43     | 1.95    |
| 通算：14年 | 通算：14年 | 266   | 241   | 10    | 3     | 5        | 80    | 88    | 0        | 5           | .476  | 6176  | 1454.1   | 1534     | 148         | 356      | 10    | 51       | 1041     | 46    | 2        | 694   | 637      | 3.94     | 1.30    |

- 2024年度シーズン終了時
- 各年度の太字はリーグ最多

### 年度別守備成績
| 年 度 | 球 団  | 投手  | 投手  | 投手  | 投手  | 投手  | 投手     |
| 年 度 | 球 団  | 試 合 | 刺 殺 | 補 殺 | 失 策 | 併 殺 | 守 備 率 |
| ----- | ------ | ----- | ----- | ----- | ----- | ----- | -------- |
| 2011  | 楽天   | 23    | 4     | 5     | 0     | 0     | 1.000    |
| 2012  | 楽天   | 23    | 11    | 24    | 2     | 1     | .946     |
| 2013  | 楽天   | 18    | 7     | 16    | 0     | 1     | 1.000    |
| 2014  | 楽天   | 14    | 2     | 15    | 1     | 1     | .944     |
| 2015  | 楽天   | 16    | 6     | 20    | 1     | 1     | .963     |
| 2016  | 楽天   | 26    | 7     | 21    | 0     | 1     | 1.000    |
| 2017  | 楽天   | 26    | 8     | 28    | 5     | 4     | .878     |
| 2018  | 楽天   | 14    | 3     | 19    | 0     | 1     | 1.000    |
| 2019  | 楽天   | 25    | 10    | 23    | 1     | 2     | .971     |
| 2020  | ロッテ | 19    | 11    | 25    | 2     | 2     | .947     |
| 2021  | ロッテ | 21    | 5     | 20    | 2     | 0     | .926     |
| 2022  | ロッテ | 20    | 9     | 21    | 1     | 1     | .968     |
| 2023  | ロッテ | 18    | 5     | 19    | 0     | 0     | 1.000    |
| 2024  | ロッテ | 3     | 1     | 0     | 0     | 0     | 1.000    |
| 通算  | 通算   | 266   | 89    | 256   | 15    | 15    | .958     |

- 2024年度シーズン終了時
- 各年度の太字はリーグ最高

### 表彰
- 日本シリーズMVP：1回（2013年）

### 記録
初記録
投手記録
- 初登板：2011年4月13日、対千葉ロッテマリーンズ2回戦（QVCマリンフィールド）、8回裏に4番手で救援登板、1回無失点[10]
- 初奪三振：2011年4月17日、対オリックス・バファローズ3回戦（阪神甲子園球場）、7回表に伊藤光から見逃し三振[256]
- 初勝利：2011年4月23日、対北海道日本ハムファイターズ2回戦（ほっともっとフィールド神戸）、9回表に3番手で救援登板・完了、1回無失点[13]
- 初ホールド：2011年5月17日、対読売ジャイアンツ1回戦（日本製紙クリネックススタジアム宮城）、8回表に4番手で救援登板、1回無失点[16]
- 初先発登板：2012年4月26日、対オリックス・バファローズ6回戦（日本製紙クリネックススタジアム宮城）、5回3失点6奪三振で勝敗つかず[23]
- 初先発勝利：2012年5月13日、対オリックス・バファローズ9回戦（京セラドーム大阪）、7回5安打1失点6奪三振[25]
- 初完投・初完投勝利：2012年5月28日、対東京ヤクルトスワローズ2回戦（明治神宮野球場）、9回5安打1失点6奪三振[28]
- 初完封勝利：2016年3月30日、対千葉ロッテマリーンズ2回戦（QVCマリンフィールド）、9回無四死球無失点2奪三振[89]

打撃記録
- 初打席：2012年5月20日、対阪神タイガース2回戦（阪神甲子園球場）、7回表に筒井和也から投前犠打
- 初安打：2016年6月16日、対読売ジャイアンツ3回戦（東京ドーム）、2回表に大竹寛から中前安打
- 初打点：同上、3回表に西村健太朗から投前適時内野安打

節目の記録
- 1000投球回：2020年7月5日、対東北楽天ゴールデンイーグルス6回戦（楽天生命パーク宮城）1回裏二死目に浅村栄斗を遊飛 ※史上357人目[257]
- 1000奪三振：2023年8月17日、対北海道日本ハムファイターズ19回戦（エスコンフィールドHOKKAIDO）、1回裏に松本剛から空振り三振 ※史上155人目[256]

その他の記録
- 2試合連続2桁失点 ※72年ぶり、史上4人目、2リーグ制以後では初[182]
  - 2021年6月5日、対横浜DeNAベイスターズ2回戦（横浜スタジアム）、5回11失点
  - 2021年6月12日、対読売ジャイアンツ2回戦（ZOZOマリンスタジアム）、2回0/3を10失点
- 開幕投手：1回（2017年）
- オールスターゲーム出場：2回（2017年、2019年）

### 背番号
- 31（2011年 - 2017年）
- 15（2018年 - ）

### 登場曲
- 「Hallelujah」BIGBANG（2011年）
- 「FANTASTIC BABY」BIGBANG（2012年）
- 「道」GReeeeN（2013年）
- 「風が吹いている」いきものがかり（2014年）
- 「僕が一番欲しかったもの」槇原敬之（2016年 - 2019年、2021年 - ）
- 「This Is Me」Keala Settle（2020年 - 2021年）